# Бромли (боро Лондона)
Лондонский боро Бромли  (Бромлей; англ. London Borough of Bromley, МФА: [ˈbrɒmli]о файле}) — один из 32 лондонских боро. Находится во внешнем Лондоне, на расстоянии 9,3 мили (15 км) к юго-востоку от Чаринг-Кросс. Площадь боро составляет 150,15 км² — наибольшая в Большом Лондоне, однако среди округов Англии Бромли занимает лишь 188-е место из 326.

## История
Открытие железнодорожной станции в 1858 году сыграло ключевую роль в его развитии, в ходе которого Бромли превратился из деревни в крупный торговый центр. В результате роста Лондона в XX веке Бромли стал частью Большого Лондона в 1965 году и в настоящее время является одним из нескольких значительных коммерческих и торговых районов за пределами центральной части Лондона.

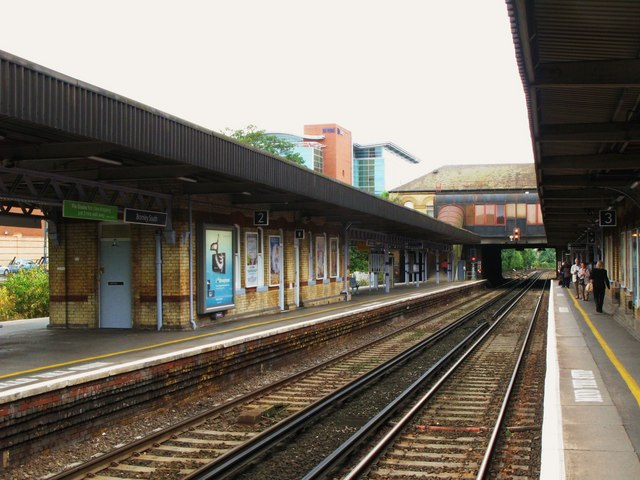
Железнодорожная станция Бромли-Саут, открытая в 1858 году

## Население
По данным переписи 2011 года в Бромли проживало 310 600 человек. Из них 19,6 % составляли дети (до 15 лет), 60,8 % — лица трудоспособного возраста (от 16 до 64 лет), 19,6 % — лица пожилого возраста (от 65 лет и старше).

### Этнический состав
Основные этнические группы, согласно переписи 2007 года:
88,8 % — белые, в том числе 83,1 % — белые британцы, 1,5 % — белые ирландцы и 4,2 % — другие белые (евреи, немцы, южноафриканцы, новозеландцы, австралийцы);
4,0 % — чёрные, в том числе 1,9 % — чёрные африканцы (нигерийцы, ганцы), 1,8 % — чёрные карибцы (ямайцы) и 0,3 % — другие чёрные;
2,7 % — выходцы из Южной Азии, в том числе 1,9 % — индийцы, 0,4 % — пакистанцы и 0,4 % — бенгальцы;
2,3 % — метисы, в том числе 0,8 % — чёрные карибцы, смешавшиеся с белыми, 0,7 % — азиаты, смешавшиеся с белыми, 0,3 % — чёрные африканцы, смешавшиеся с белыми, и 0,5 % — другие метисы;
0,7 % — китайцы;
0,7 % — другие азиаты;
0,7 % — другие (цыгане).

### Религия
Статистические данные по религии в боро на 2021 год:
| Религия      | Бромли % | Лондон % | Англия % |
| ------------ | -------- | -------- | -------- |
| Христианство | 48       | 41       | 46,2     |
| Ислам        | 3,0      | 15       | 6,5      |
| Индуизм      | 2,9      | 5,0      | 1,7      |
| Буддизм      | 0,6      | 0,9      | 0,5      |
| Иудаизм      | 0,3      | 1,7      | 0,5      |
| Сикхизм      | 0,3      | 1,6      | 0,9      |
| Другие       | 0,5      | 1,0      | 0,6      |
| Нет религии  | 37       | 27       | 37,2     |
| Не указана   | 6,0      | 7,0      | 6,0      |

## Транспорт
Бромли не обеспечен столичным метро, однако через него проходят линии London Overground, Юго-восточной и Южной железных дорог (компаний соответственно Southeasternen:Southeastern (train operating company) и Southern), а также линия Tramlink.

## Спорт
В Бромли базируется одноимённый футбольный клуб, выступающий в лиге Южная Конференция (6-я по значимости в Англии).

## Известные жители
- Айра Олдридж (1807–1867) — американский чернокожий актёр-трагик; из-за преследований со стороны расистов переехал в Англию; в 2007 г.  на доме в Бромли по адресу Гамлет Роуд, 5, была установлена круглая синяя табличка с надписью вверху «Английское наследие» и с указанием, что здесь жил «шеспировский актёр Айра Олдридж»[7].
- Пётр Алексеевич Кропоткин (1842—1921) — русский революционер, создатель идеологии анархо-коммунизма, географ и геоморфолог; в Бромли родилась его дочь Александра (1887—1966).
- Герберт Джордж Уэллс (1866—1946) — английский писатель, автор широко известных научно-фантастических романов «Машина времени», «Человек-невидимка», «Война миров» и др.; уроженец Бромли.
- Дэвид Боуи (1947—2016) — британский рок-музыкант, певец и автор песен, а также художник и актёр; в Бромли прошли его детство и юность, в здешнем отделе записи актов гражданского состояния 19 марта 1970 г. был зарегистрирован его первый брак — с  Мэри Анджелой Барнетт.